# وايلد بيتش (تكساس)
وايلد بيتش (بالإنجليزية: Wild Peach Village CDP, Texas)‏ هي قرية تقع بولاية تكساس في الولايات المتحدة. تبلغ مساحتها 25.9 كم2، وترتفع عن سطح البحر 8 م، بلغ عدد سكانها 2,452 نسمة في عام 2010 حسب إحصاء مكتب تعداد الولايات المتحدة وتصل الكثافة السكانية فيها 94.7 نسمة لكل كيلومتر مربع (245.3/ميل2).

## التركيبة السكانية
حدّد مكتب تعداد الولايات المتحدة بيانات التركيبة السكانية لوايلد بيتش في تعداد الولايات المتحدة. في ما يلي، التركيبة السكانية حسب تعدادي 2000 و2010.

### تعداد عام 2000
بلغ عدد سكان وايلد بيتش 2,498 نسمة بحسب تعداد عام 2000، وبلغ عدد الأسر 882 أسرة وعدد العائلات 701 عائلة مقيمة في القرية. في حين سجلت الكثافة السكانية 96.4 نسمة لكل كيلومتر مربع (249.7/ميل2). وبلغ عدد الوحدات السكنية 989 وحدة بمتوسط كثافة قدره 38.2 لكل كيلومتر مربع (98.9/ميل2).
وتوزع التركيب العرقي للقرية بنسبة 82.67% من البيض و9.69% من الأمريكيين الأفارقة و0.64% من الأمريكيين الأصليين و0.24% من الأمريكيين ذوي الأصول الآسيوية و4.44% من الأعراق الأخرى و2.32% من عرقين مختلطين أو أكثر و10.57% من الهسبانيون أو اللاتينيون من أي عرق.
بلغ عدد الأسر 882 أسرة كانت نسبة 40.9% منها لديها أطفال تحت سن الثامنة عشر تعيش معهم، وبلغت نسبة الأزواج القاطنين مع بعضهم البعض 65.1% من أصل المجموع الكلي للأسر، ونسبة 9.6% من الأسر كان لديها معيلات من الإناث دون وجود شريك،  بينما كانت نسبة 4.8% من الأسر لديها معيلون من الذكور دون وجود شريكة وكانت نسبة 20.5% من غير العائلات. تألفت نسبة 18.4% من أصل جميع الأسر من عدة أفراد يعيشون في نفس المنزل ونسبة 7.1% كانت تتألف من شخص يعيش بمفرده يبلغ من العمر 65 عاماً أو أكثر. وبلغ متوسط حجم الأسرة المعيشية 2.83، أما متوسط حجم العائلات فبلغ 3.21.
بلغ العمر الوسطي للسكان 35.8 عاماً. وكانت نسبة 29.1% من القاطنين تحت سن الثامنة عشر، وكانت نسبة 8.3% بين الثامنة عشر والرابعة والعشرين عاماً، ونسبة 27.5% كانت واقعةً في الفئة العمرية ما بين الخامسة والعشرين والرابعة والأربعين عاماً، ونسبة 24.1% كانت ما بين الخامسة والأربعين والرابعة والستين، ونسبة 10.9% كانت ضمن فئة الخامسة والستين عاماً فما فوق. يوجد لكل 100 أنثى 95.8 ذكر، ويوجد لكل 100 أنثى في الثامنة عشر من عمرها فما فوق 96.2 ذكر.
بلغ متوسط دخل الأسرة في القرية 39,919 دولارًا، أما متوسط دخل العائلة فبلغ 49,250 دولارًا. وكان متوسط دخل الذكور 38,606 دولارًا مقابل 23,705 دولارًا للإناث. وسجل دخل الفرد الخاص بالقرية 17,087 دولارًا. وكانت نسبة 4.7% من العائلات ونسبة 8% من السكان تحت خط الفقر، وكان من هؤلاء نسبة 7.8% تحت سن الثامنة عشر ونسبة 7.1% في الخامسة والستين من العمر وما فوق.

### تعداد عام 2010
بلغ عدد سكان وايلد بيتش 2,452 نسمة بحسب تعداد عام 2010، وبلغ عدد الأسر 892 أسرة وعدد العائلات 681 عائلة مقيمة في القرية. في حين سجلت الكثافة السكانية 94.7 نسمة لكل كيلومتر مربع (245.3/ميل2). وبلغ عدد الوحدات السكنية 994 وحدة بمتوسط كثافة قدره 38.4 لكل كيلومتر مربع (99.5/ميل2).
وتوزع التركيب العرقي للقرية بنسبة 84.54% من البيض و8.73% من الأمريكيين الأفارقة و0.53% من الأمريكيين الأصليين و0.45% من الأمريكيين ذوي الأصول الآسيوية و3.83% من الأعراق الأخرى و1.92% من عرقين مختلطين أو أكثر و14.52% من الهسبانيون أو اللاتينيون من أي عرق.
بلغ عدد الأسر 892 أسرة كانت نسبة 36.7% منها لديها أطفال تحت سن الثامنة عشر تعيش معهم، وبلغت نسبة الأزواج القاطنين مع بعضهم البعض 59.6% من أصل المجموع الكلي للأسر، ونسبة 11.3% من الأسر كان لديها معيلات من الإناث دون وجود شريك،  بينما كانت نسبة 5.4% من الأسر لديها معيلون من الذكور دون وجود شريكة وكانت نسبة 23.7% من غير العائلات. تألفت نسبة 19.5% من أصل جميع الأسر من عدة أفراد يعيشون في نفس المنزل ونسبة 7.1% كانت تتألف من شخص يعيش بمفرده يبلغ من العمر 65 عاماً أو أكثر. وبلغ متوسط حجم الأسرة المعيشية 2.75، أما متوسط حجم العائلات فبلغ 3.16.
بلغ العمر الوسطي للسكان 40.5 عاماً. وكانت نسبة 25.9% من القاطنين تحت سن الثامنة عشر، وكانت نسبة 7.5% بين الثامنة عشر والرابعة والعشرين عاماً، ونسبة 22.3% كانت واقعةً في الفئة العمرية ما بين الخامسة والعشرين والرابعة والأربعين عاماً، ونسبة 29.9% كانت ما بين الخامسة والأربعين والرابعة والستين، ونسبة 14.5% كانت ضمن فئة الخامسة والستين عاماً فما فوق. وتوزع التركيب الجنسي للسكان بنسبة 50.2% ذكور و49.8% إناث.